# Letiště Chomutov
Letiště Chomutov (ICAO: LKCH) je veřejné vnitrostátní a neveřejné mezinárodní letiště v okrese Chomutov v Ústeckém kraji. Leží 3,5 km východně od centra Chomutova u silnice II/251, mezi obcemi Otvice a Pesvice, v jejichž katastrálních územích se také nachází. Má dvě travnaté vzletové a přistávací dráhy. Provozovatelem letiště je zapsaný spolek Aeroklub Chomutov.
Letiště vzniklo v říjnu 1938 jako provizorní vojenské letiště. Po skončení druhé světové války se na něm školili začínající piloti. Řádné letiště bylo vybudováno v letech 1946–1947 zásluhou členů nově vzniklého aeroklubu.